# François Libermann
François-Marie-Paul Libermann; nascido Jacob Libermann; 14 de abril de 1802 - 2 de fevereiro de 1852) foi um judeu francês do século XIX convertido ao catolicismo, membro da Congregação Espiritana. Ele é mais conhecido por fundar a Congregação do Imaculado Coração de Maria, que mais tarde se fundiu com a Congregação do Espírito Santo (Espiritanos). Ele é freqüentemente referido como "O Segundo Fundador dos Espiritanos". Ele foi declarado venerável na Igreja Católica Romana em 1 de junho de 1876, pelo Papa Pio IX. 

## Vida
Jacob Libermann nasceu em uma família judia ortodoxa em Saverne, Alsácia, França em 1802. Quando jovem, Libermann preparou-se para seguir os passos de seu pai, o Rabino Chefe de Saverne.
Mais tarde, ele contaria como perdeu a fé no judaísmo depois de entrar em uma yeshiva. Tratado com desdém por dois dos professores lá, ele começou a ler literatura francesa, especialmente Rousseau, com o que se tornou um agnóstico. Mais tarde, durante este período de agnosticismo, outro estudante rabínico deu-lhe uma tradução dos Evangelhos para o hebraico. Sendo sempre uma pessoa muito moral, Libermann foi cativado pelo alto tom moral dos discursos de Jesus, embora ele não pudesse aceitar os elementos sobrenaturais nos Evangelhos. Então, entretanto, ele recebeu três golpes em seu agnosticismo quando dois de seus irmãos, a quem ele era muito apegado, e um velho amigo e ex-colega estudante, David Drach, se converteram ao catolicismo romano. Ele também começou a se sentir atraído pela Igreja Católica.
Depois de chegar a Paris, para onde o pai o havia enviado para prosseguir os estudos, tomou a sua decisão e Jacob Libermann foi batizado em 24 de Dezembro de 1826, assumindo o nome de François Marie Paul. Ele entrou no seminário Saint-Sulpice em Paris no mesmo ano para estudar para o sacerdócio. O conhecimento de sua conversão por muito tempo foi escondido de seu pai, que ficou horrorizado ao saber das ações de seu filho favorito. Quando a notícia de seu batismo chegou a Saverne, seu pai lamentou sua morte.

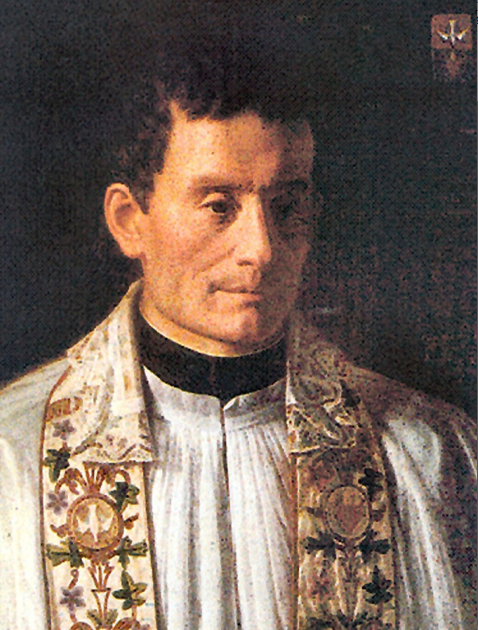
François Libermann, século XIX.

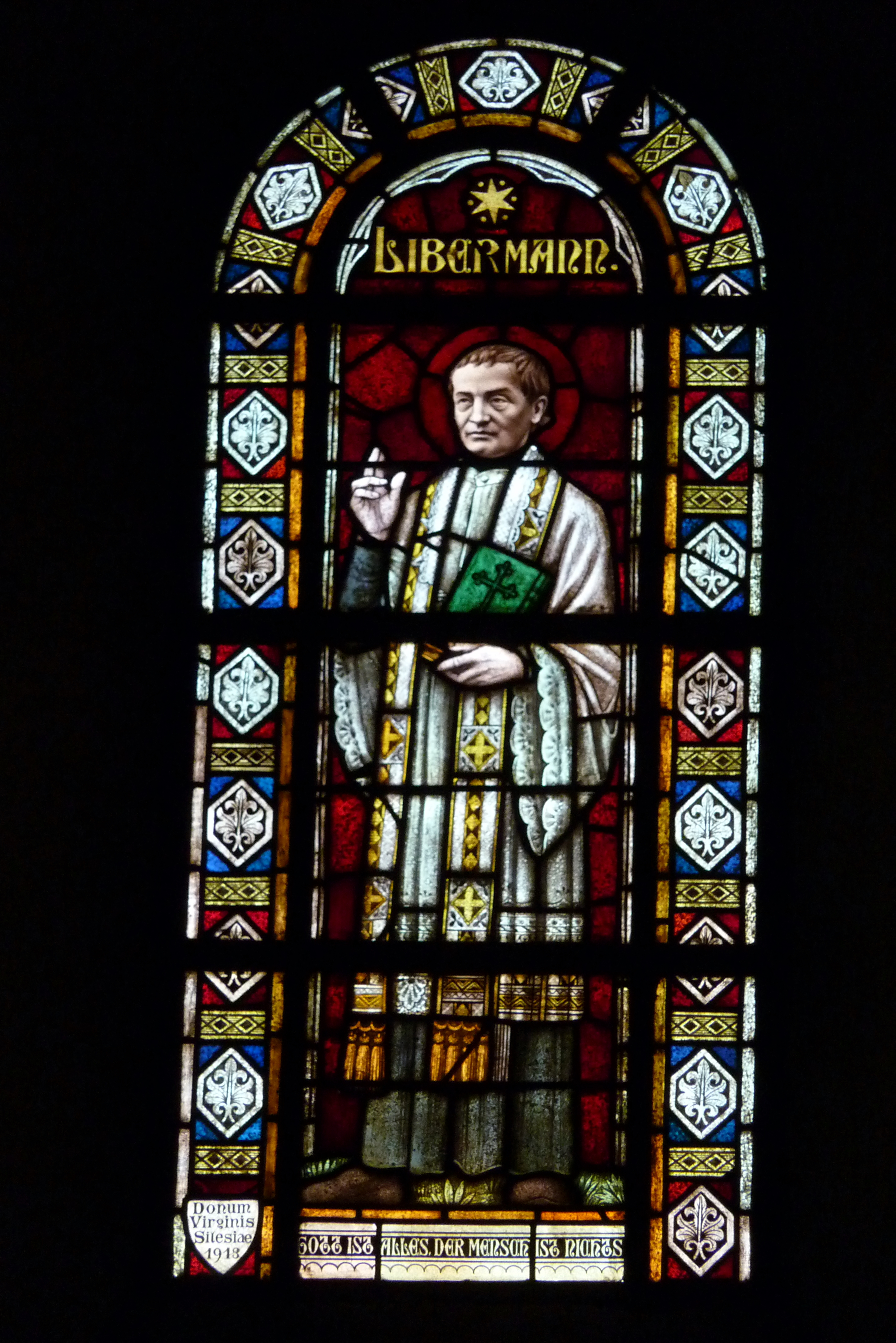
St. Maria Magdalena und St. Andreas des ehemaligen Prämonstratenser Church, Klosters Knechtsteden, Dormagen, Alemanha.

| “ | Aquele momento para mim foi de extrema dor. Minha solidão completa, a escuridão da cela com sua única clarabóia, a ideia de estar tão longe de minha família, meu país, tudo isso mergulhou meu coração na mais profunda tristeza e pesava no meu coração a opressiva melancolia. Foi então que, lembrando do Deus dos meus pais, me ajoelhei e implorei a Ele que me iluminasse quanto à Verdadeira Religião. O conjurei para que me fizesse saber que a crença dos cristãos era verdadeira, se assim fosse; mas, se fossem falsos, afastar-me imediatamente dele. O Senhor, que está perto daqueles que o invocam com o íntimo da alma, ouviu a minha oração. Fui imediatamente iluminado; eu vi a verdade; a fé penetrou minha mente e coração. Estabelecendo-me para ler Lhomond, consenti facilmente a tudo o que contava da vida e morte de Jesus Cristo. Mesmo o mistério da Eucaristia, embora um tanto imprudentemente apresentado à minha consideração, de forma alguma me repelia. Acreditei em tudo sem dificuldade. A partir daquele momento, meu maior desejo foi me ver mergulhado na fonte sagrada; e minha felicidade não demorou muito. Eu estava imediatamente preparado para este admirável Sacramento e o recebi na véspera de Natal. Na manhã seguinte, tive permissão para me aproximar da Mesa Sagrada. | ” |
|   | — Francis Libermann, descrevendo sua conversão do Judaísmo à Igreja Católica Romana. |   |

## Padre e missionário
Libermann sofria de epilepsia, o que impediu sua ordenação por quase quinze anos. Foi somente quando essas apreensões cessaram em 1841 que ele pôde se tornar sacerdote. Após sua ordenação, Libermann criou a Congregação do Coração Imaculado de Maria centrada na atividade missionária para com os escravos recém-libertados na Reunião, Haiti e Maurício.
Como este grupo atraiu mais membros, a Santa Sé fundiu sua sociedade com a antiga Congregação do Espírito Santo, também conhecida como "Espiritanos". Devido a este acontecimento, Libermann é frequentemente referido como o "Segundo Fundador" dos Espiritanos.
Embora Libermann nunca tenha ido ao exterior, ele recrutou e educou missionários que iam para a África, tanto leigos quanto clericais. Ele se exauriu no processo de liderar sua grande empresa e morreu em 2 de fevereiro de 1852, antes de completar 50 anos.

## Legado
Ele foi declarado venerável pelo Papa Pio IX em 1876.
Suas cartas, centenas das quais sobreviveram, são freqüentemente usadas como um guia na vida devocional. Fr. Libermann foi um pioneiro em estratégias agora reconhecidas como um modelo para a atividade missionária moderna. Ele exortou os Espiritanos a "tornarem-se um com o povo" para que cada grupo receba e compreenda o Evangelho no contexto de suas próprias tradições.
A escola secundária católica Francis Libermann em Toronto  e o Collège Libermann em Douala ( Camarões ) são nomeados em sua homenagem.

## Galeria

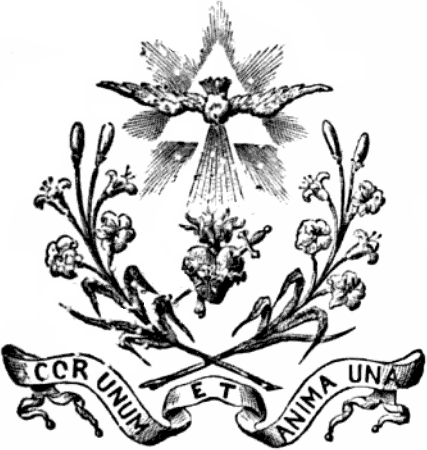
Selo dos Padres do Espírito Santo, 1903.
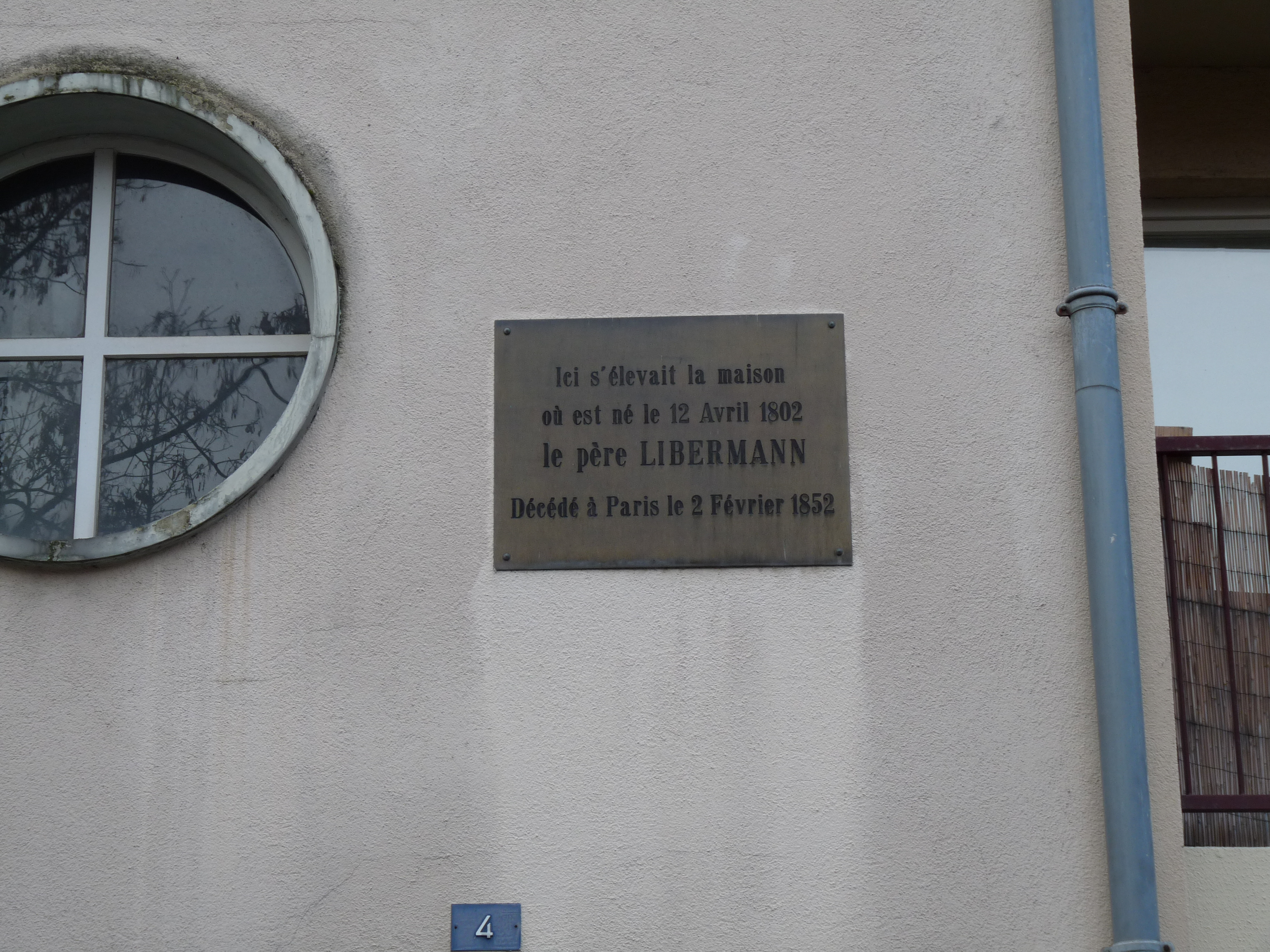
Placa comemorativa do Padre François Libermann em Saverne (Bas-Rhin), sua cidade natal.
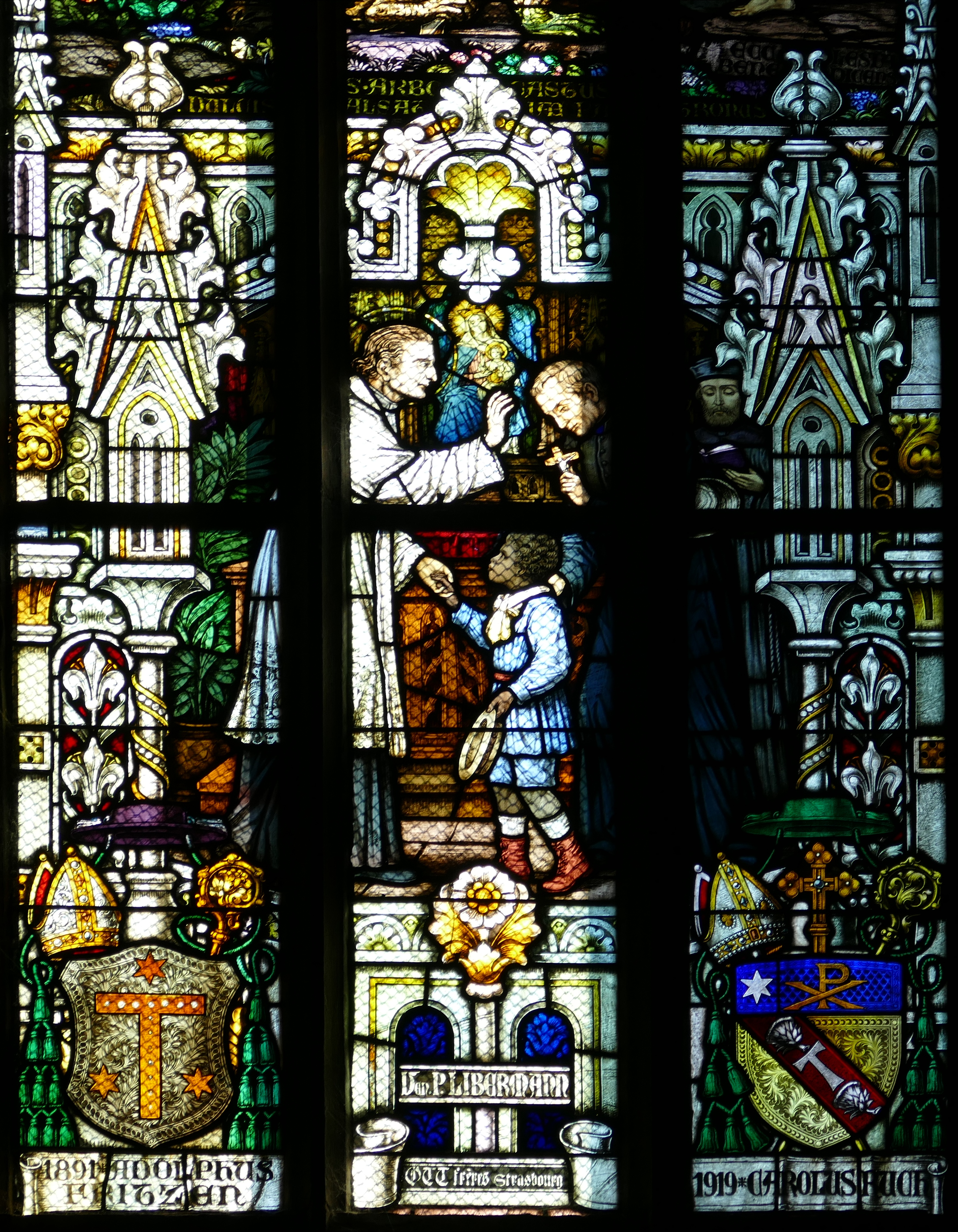
Vitral, Igreja Notre-Dame-de-la-Nativité, Saverne, Alsácia, Bas-Rhin, França, 1925.
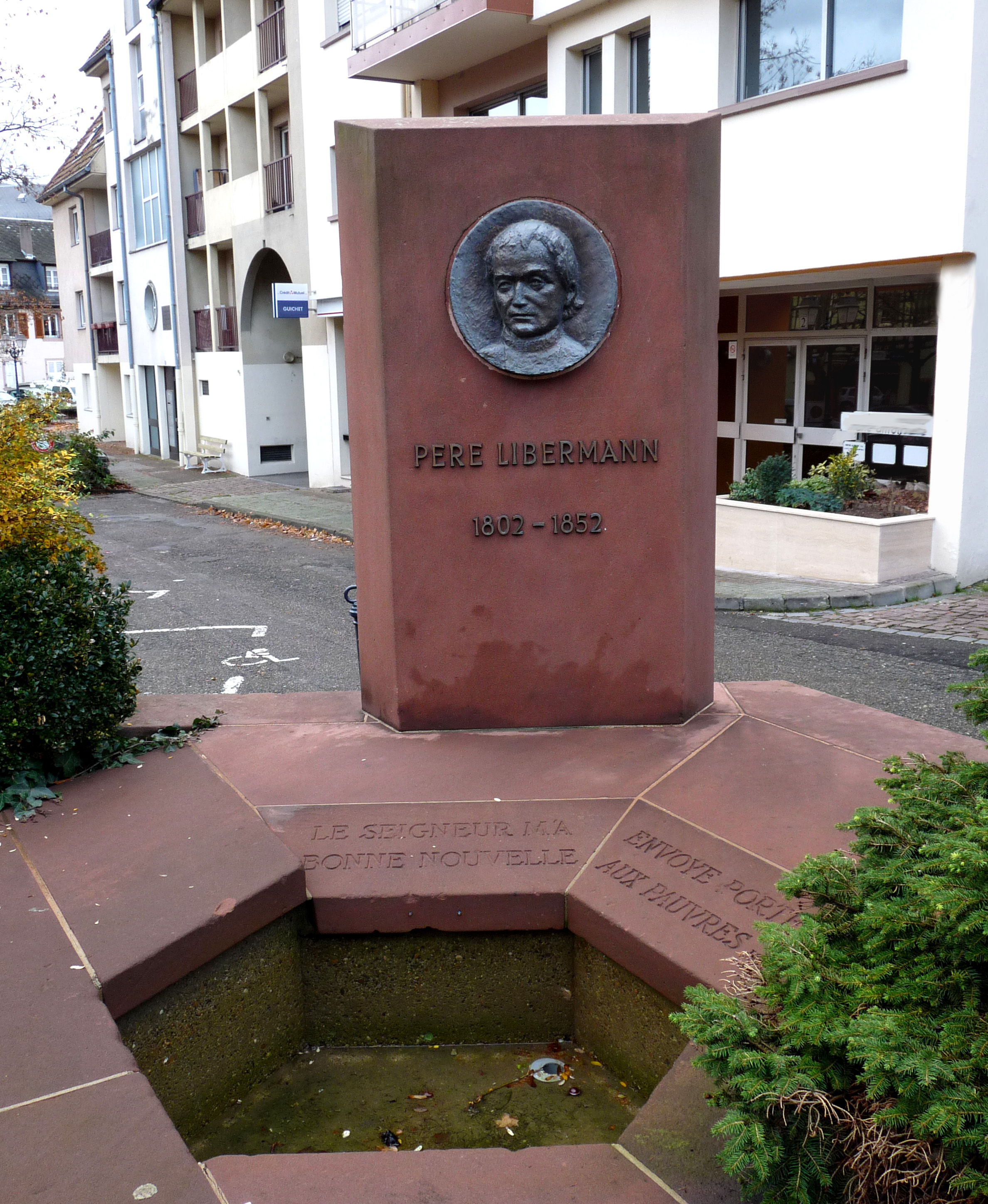
Monumento ao apoiador dedicado a François Libermann em Saverne (Bas-Rhin), sua cidade natal na Alsácia.